# Château de Wangen
Le château de Wangen était un château fort du XIIIe siècle qui se dressait sur la commune de Wangen dans le département du Bas-Rhin et la région Alsace.
Les éléments subsistants de l'enceinte extérieure et du terrain archéologique correspondant font l’objet d’une inscription partielle au titre des monuments historiques par arrêté du 3 décembre 1993.

## Localisation
Le château de Wangen était situé dans le département français du Bas-Rhin sur la commune de Wangen.

## Historique
L'existence du château est attesté dans la première moitié du XIVe siècle. Il est occupé par les Wangen vassaux de l'évêque de Strasbourg.
En 1375, les Anglais occupent la ville mais le château résiste.
En 1421, il est pris par surprise par les Strasbourgeois qui le pillent et le saccagent.
En 1444, les armagnacs l'occupent et les Strasbourgeois le reprennent de nouveau et incendient la ville.
En 1445, lors de la guerre qui oppose Jean de Fénétrange (Finstingen) et les Strasbourgeois, ces derniers réinvestissent les lieux.
En 1566, les Wangen, ne possèdent plus de bien dans la localité, le château est en ruine et ses fossés servent de vivier. Il est démantelé en 1750.

## Description
Le château adoptait un plan octogonal. Ses courtines étaient régulièrement flanquées en leur milieu par des tours.